# Crocidura brunnea pudjonica
Crocidura brunnea pudjonica is een ondersoort van de spitsmuis Crocidura brunnea die voorkomt in de laaglanden van Oost-Java en Bali. Op enkele locaties komt hij samen met C. orientalis lawuana of C. maxi voor. Deze ondersoort is iets kleiner dan de ondersoort van West-Java, C. b. brunnea. De kop-romplengte bedraagt 72 tot 91 mm, de staartlengte 49 tot 67 mm, de achtervoetlengte 13,5 tot 15 mm en de schedellengte 22,2 tot 24,3 mm.